# Sabana Grande (Caracas)
Sabana Grande es una urbanización y un sector ubicado en la Parroquia El Recreo del Municipio Libertador en Caracas. Es un importante foco residencial, comercial y cultural dentro de la ciudad en el Distrito Capital, al lado este de la central Plaza Venezuela. 

## Datos
Sabana Grande es una de las zonas comerciales y residenciales más importantes de Caracas. Se encuentra rodeada -a grandes rasgos- al norte por la "Florida", al sur por "Bello Monte", al este por "Chacaito" con el "Country Club" y al oeste por "Los Caobos" y el "Casco Central de Caracas". A su lado oeste se encuentra la Plaza Venezuela y el puente sobre la autopista Fajardo hacia la Universidad Central de Venezuela.
La Urbanización Sabana Grande tiene muy buenas comunicaciones, gracias al hecho de estar ubicada entre la "Avenida Libertador" y la autopista central de Caracas Francisco Fajardo, además de estar atravesada por la antigua "Calle Real de Sabana Grande", una de las principales de Caracas. A los lados de esta calle, se encuentran dos avenidas importantes: la Casanova y la Solano. Además hay tres estaciones del "Metro" caraqueño (con casi un km de distancia entre ellas) en Sabana Grande: cerca de la "Plaza Venezuela", de la "Calle Real de Sabana Grande" y de "Chacaito".

## Historia
Originariamente el área donde hoy se levanta la Urbanización Sabana Grande era una zona agrícola donde existían algunas haciendas principalmente cafetaleras.

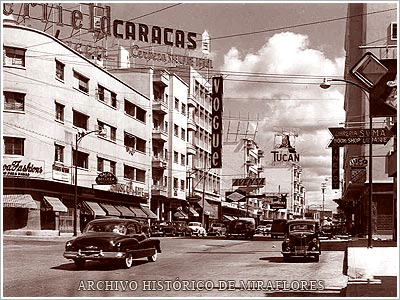
Sabana Grande en 1954

Para el año 1743, el sector se denominaba "Calle Real de Sabana Grande" y enlazaba al casco central de Santiago de León de Caracas con las haciendas ubicadas hacia el este, desde donde se trasladaban las personas a caballo y transitaban en mula los alimentos cultivados.
Hacia 1852, la zona fue elevada a parroquia por las autoridades caraqueñas de la época, lo que sirvió para que superara su condición de caserío, dado el importante número de habitantes y edificaciones que albergaba.
Hacia finales de siglo XIX funcionó en la zona el Hipódromo de Sabana Grande administrado por el Jockey Club de Caracas y dentro sus directivos se encontraba el destacado artista plástico Arturo Michelena. Dicho hipódromo fue el primero en Caracas y funcionó en la zona hasta el año 1906 cuando se mudó el hipódromo a la Urbanización en El Paraíso.

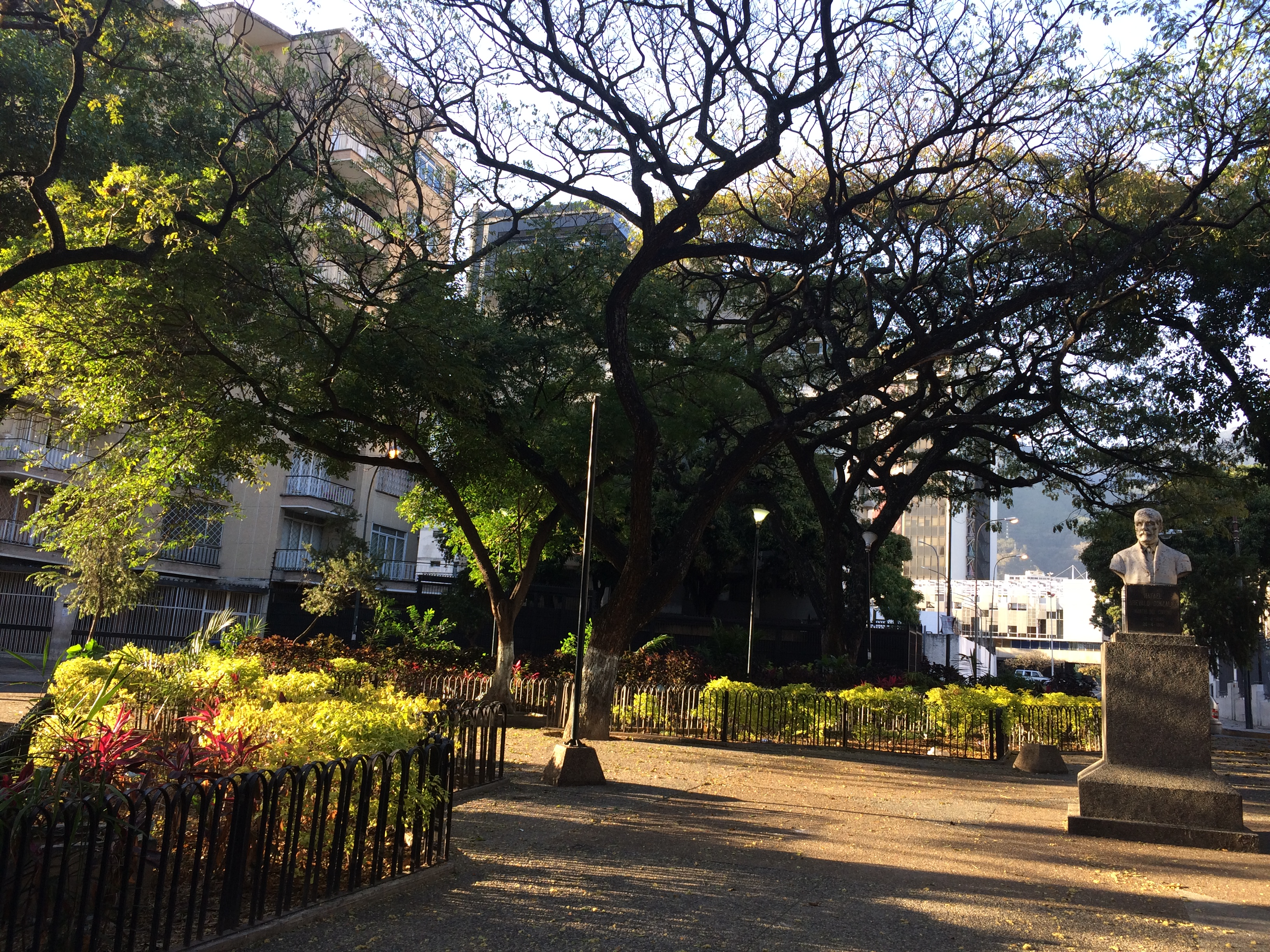
Las Delicias en Sabana Grande

Posteriormente, en 1951, se inició la construcción de la avenida Abraham Lincoln, que con el tiempo comunicaría al sector de La Florida y la avenida Libertador, con el sector Bello Monte, de norte a sur. A partir de 1960, esta avenida al centro de Sabana Grande fue tomando su estatus de centro de desarrollo comercial capitalino, al llenarse de tiendas, restaurantes y cafés al aire libre, a la que empezaron a asistir los intelectuales y las personalidades del momento.
Sabana Grande en los años cincuenta y sesenta estaba habitada por muchos europeos inmigrados durante el gobierno de Pérez Jiménez: su lugar de reunión eran los cafés al abierto en típico estilo mediterráneo, como el famoso "Bar Piccolo" de la Galería Bolivar. Dicho Bar Piccolo era el preferido por los italianos de Caracas, llegando a ser frecuentado por actrices internacionales como Claudia Cardinale y Brigitte Bardot cuando vinieron a Caracas.

En esas décadas la calle Real de Sabana Grande (de nombre oficial "Abraham Lincoln") y sus alrededores eran un centro cultural de nivel internacional: la llamada República del Este reunía artistas y políticos, escritores y personajes de todo tipo, algunos de envergadura como el Premio Nobel Gabriel García Márquez y el escritor Henri Charriere (autor del famoso Papillón) o el diseñador de alta costura Christian Dior y el expresidente argentino Juan Domingo Perón.
Con la llegada del Metro de Caracas al lugar, cuya construcción se inició en 1975, empezó a llegar a Sabana Grande un nuevo contingente de caraqueños a disfrutar del lugar y hacerlo un sitio de recreación masiva. Fue construido el Bulevard "peatonal" de Sabana Grande desde el rascacielos de la "Torre La Previsora" hasta Chacaito. Desafortunadamente con la masificacion debido al Metro llegó también la criminalidad de las barrios pobres de la ciudad y Sabana Grande entró lentamente en crisis, especialmente desde los años noventa.
Actualmente el Bulevar de Sabana Grande ha sido restructurado y alberga lugares y edificaciones de alto valor histórico, cultural y patrimonial, los cuales se hallan entre lo más destacado de la arquitectura moderna del siglo XX venezolano. La Torre Phelps, el edificio Polar, la "Torre Capriles", la "Torre Centrum", la "Torre Lincoln", el "Centro Empresarial La Gran Avenida", el "Teatro del Este", la antigua "Bomba Shell", el edificio "Torre La Previsora" y el "edificio Los Andes" con el "cine Radio City", entre otros, son parte de esa memoria urbana, de referencia obligatoria de la Parroquia El Recreo. 
A ellos se suman establecimientos famosos como el "Le Grand Café" con el "Pasaje Galerías Bolivar", además del "Callejón La Asunción", restaurantes italianos y españoles de fama, comercios y librerías que evocan los mejores momentos de la historia política, social y cultural de Venezuela.

## Véase también

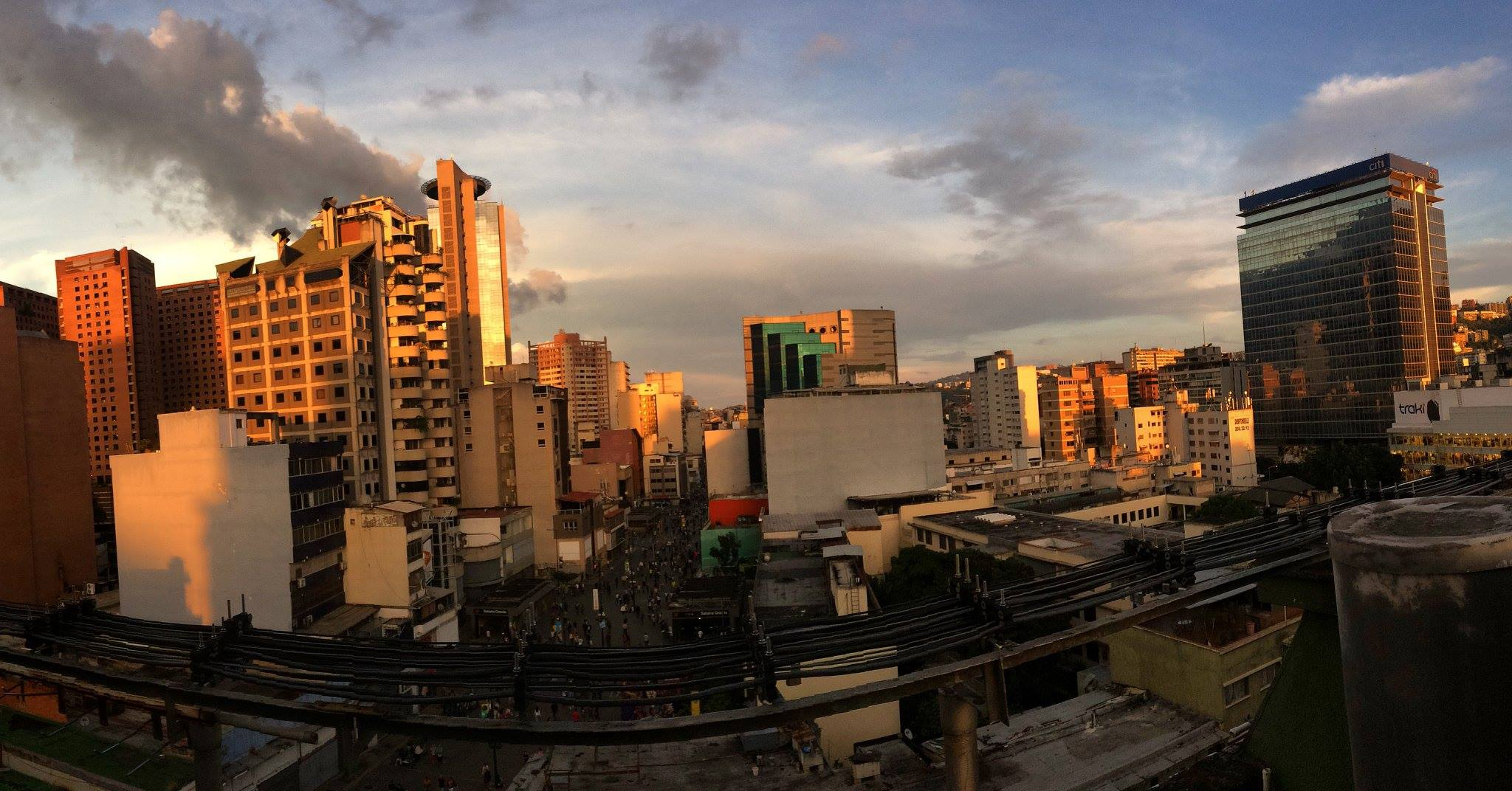
Otra vista de Sabana Grande